# Calgary Stampeders

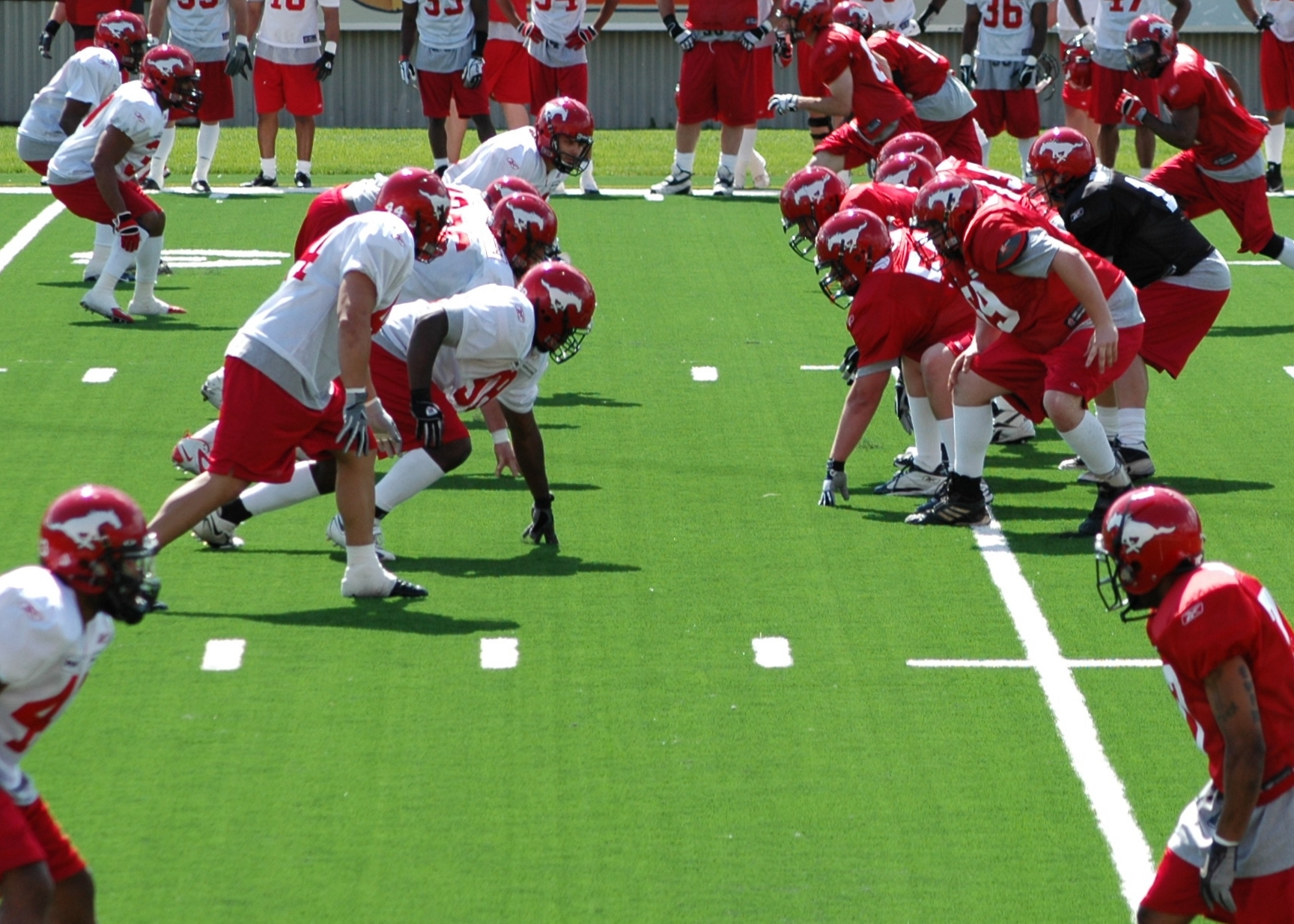
Die Calgary Stampeders im Trainingscamp im Jahr 2006

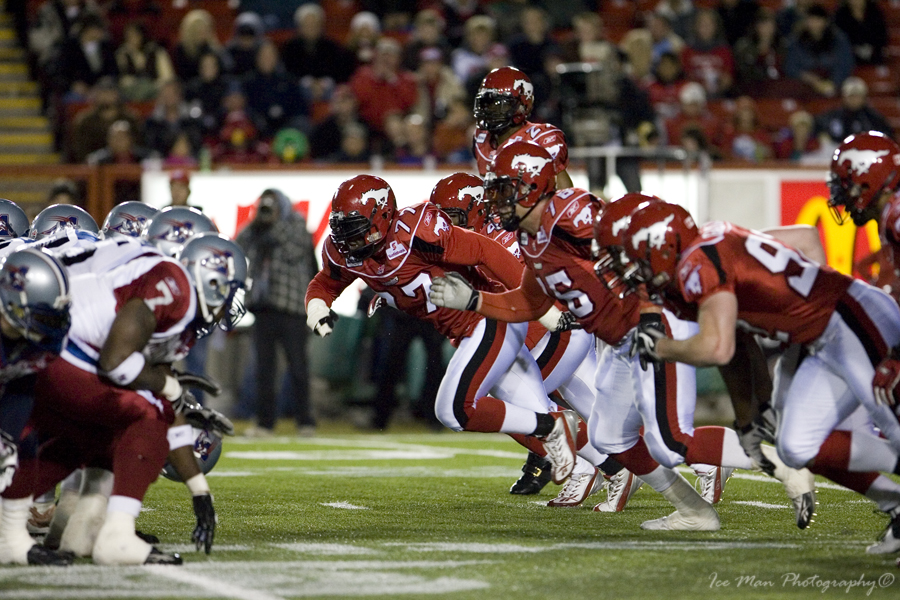
Die Offensive Line der Alouettes gegen Defensive Line der Calgary Stampeders im Oktober 2007

Die Calgary Stampeders sind ein Canadian-Football-Team aus Calgary in der kanadischen Provinz Alberta. Sie spielen in der West Division der Canadian Football League. Sie wurden im Jahr 1935 als Bronks gegründet und hießen so, bis sie sich 1944 in Calgary Stampeders umbenannten, angelehnt an die wilde Flucht einer großen Herde, eine sogenannte Stampede. Ihre Heimspiele tragen sie seit den 1960er Jahren im McMahon Stadium aus, das Platz für 37.317 Zuschauer bietet.

## Vereinsfarben
Die Helme der Calgary Stampeders sind rot mit einem weißen, rennenden Pferd darauf. Die Vereinsfarben sind rot, schwarz und weiß. Das Vereinsmaskottchen ist „Ralph, The Dog“.

## Erfolge
Die Calgary Stampeders gewannen siebzehnmal die Meisterschaft der West Division der CFL, das erste Mal 1937, und achtmal den Grey Cup, das erste Mal 1948.

## Team

### Legende
| RB Runningback | G Guard              | LB Linebacker        | WR Wide Receiver  | SB Slotback     |
| QB Quarterback | T Tackle             | DT Defensive Tackle  | DB Defensive Back | K Kicker        |
| FB Fullback    | C Center             | DE Defensive End     | CB Cornerback     | P Punter        |
| TE Tight End   | OL Offensive Lineman | DL Defensive Linemen | S Safety          | LS Long Snapper |